# Deudorix badhami
Deudorix badhami är en fjärilsart som beskrevs av Robert H. Carcasson 1961. Deudorix badhami ingår i släktet Deudorix och familjen juvelvingar. Inga underarter finns listade i Catalogue of Life.